# Viscount Margesson

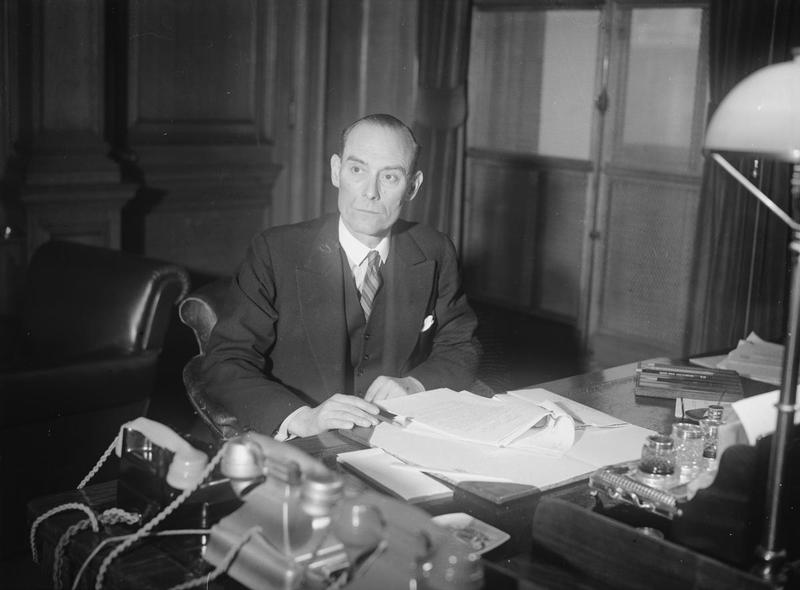
David Margesson, 1. Viscount Margesson

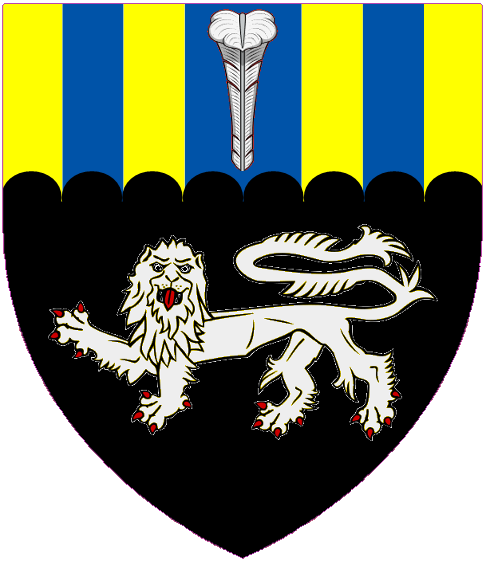
Wappen der Viscounts Margesson

Viscount Margesson, of Rugby in the County of Warwick, ist ein erblicher britischer Adelstitel in der Peerage of the United Kingdom.

## Verleihung
Der Titel wurde am 27. April 1942 dem konservativen Unterhausabgeordneten David Margesson verliehen, kurz nach seinem Ausscheiden aus dem Amt des Kriegsministers.
Heutiger Titelinhaber ist Richard Margesson als 3. Viscount.

## Liste der Viscounts Margesson (1942)
- David Margesson, 1. Viscount Margesson (1890–1965)
- Francis Margesson, 2. Viscount Margesson (1922–2014)
- Richard Margesson, 3. Viscount Margesson (* 1960)

Aktuell existiert kein Titelerbe.